# Colònia Carme
La Colònia Carme o Colònia del Carme fou una colònia tèxtil del municipi de Cercs (Berguedà) que quedà sepultada sota les aigües arran de la construcció del pantà de la Baells.

## Descripció
La Colònia del Carme i Sant Salvador de la Vedella són dos dels nuclis industrials inundats per l'embassament de la Baells. Ambdós constituïen nuclis industrials de primera categoria per al municipi de Cercs.
La Colònia del Carme tenia una fàbrica de cotó i blocs de pisos per als treballadors. Quan es va construir el pantà de la Baells van quedar coberts per l'aigua, juntament amb el poble de la Baells. Per tal d'evitar la destrucció de la seva església romànica l'any 1975 fou desmuntada la façana de l'església i es traslladà per a la seva reconstrucció al nou poble de Sant Jordi. Sortosament l'aigua no arriba a cobrir l'església de Sant Salvador de la Vedella construït al segle IX per l'Abat Calort de Sant Serni de Tavèrnoles.

## Història
Als anys vint del segle xx, la família Olano, propietària de les mines de carbó d'una bona part de l'Alt Berguedà, va emprendre la iniciativa de fundar una colònia industrial del sector tèxtil, prop de l'antic nucli de la Vedella, al peu del riu Llobregat. Associats amb altres industrials, els Olano van construir una filatura i van bastir un petit grup d'habitatges annexos per als obrers.
La Colònia va desaparèixer quan es va construir el pantà de la Baells, entre 1970 i 1974.